# Le Petit Belvédère
Pour les articles homonymes, voir Belvédère.
Le Petit Belvédère est un sommet situé sur l'île de Basse-Terre en Guadeloupe. S'élevant à 486 mètres d'altitude, il se trouve sur le territoire de la commune de Sainte-Rose.